# NGC 3280B
NGC 3280B (другие обозначения — NGC 3295B, MCG -2-27-7, NPM1G -12.0323, PGC 31156) — линзовидная галактика в созвездии Гидры. Открыта Эндрю Коммоном в 1880 году.
Этот объект занесён в новый общий каталог несколько раз, с обозначениями NGC 3280B, NGC 3295B. Является частью системы из трёх галактик NGC 3280. Независимо от Коммона, галактику в 1886 году открыл Фрэнк Ливенворт, его открытие вошло в Новый общий каталог как NGC 3295B. Оба открывателя указали координаты с ошибкой.